# Município de Bloom (condado de Morgan, Ohio)
Localização do Ohio nos E.U.A.
O município de Bloom (em inglês: Bloom Township) é um município localizado no condado de Morgan no estado estadounidense de Ohio. No ano 2010 tinha uma população de 980 habitantes e uma densidade populacional de 14,77 pessoas por km².

## Geografia
O município de Bloom encontra-se localizado nas coordenadas 39° 42′ 58″ N, 81° 51′ 47″ O. Segundo o Departamento do Censo dos Estados Unidos, o município tem uma superfície total de 66.36 km², da qual 64,84 km² correspondem a terra firme e (2,29 %) 1,52 km² é água.

## Demografia
Segundo o censo de 2010, tinha 980 pessoas residindo no município de Bloom. A densidade de população era de 14,77 hab./km².